# Stefania Kondella
Stefania Kondella (ur. 24 sierpnia 1936 w Buku) – polska śpiewaczka operowa (sopran), siostra Mariana Kondelli, czołowego solisty Teatru Wielkiego w Poznaniu. Zawodową karierę śpiewaczą rozpoczęła w Teatrze Wielkim w Poznaniu w 1977, grając Helenę w operze Sen nocy letniej Benjamina Brittena.